# Dái tai

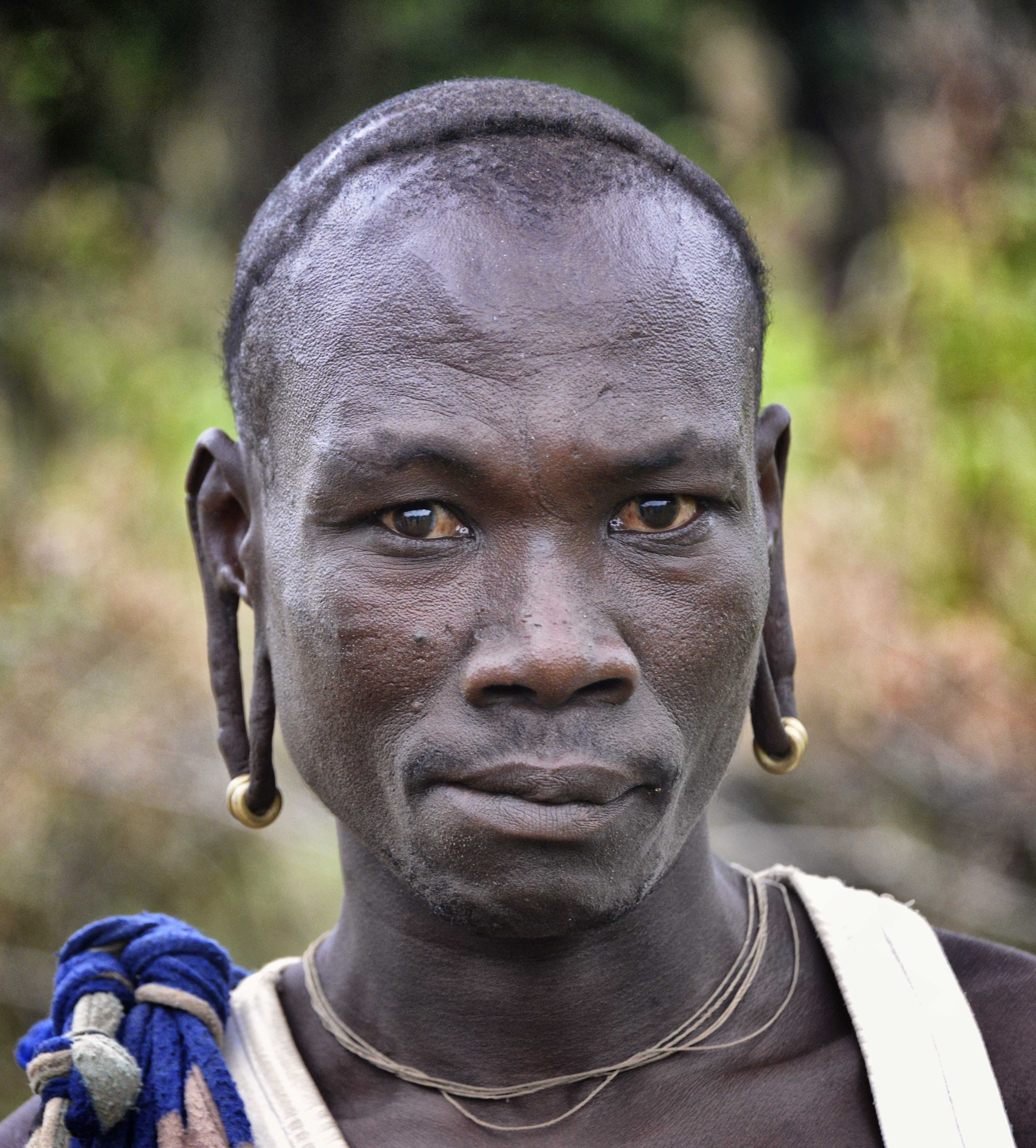
Tục xỏ khuyên dái tai, Ethiopia

Dái tai người (tiếng Anh: human earlobe, lobulus auriculae) là phần thõng xuống ở dưới cùng của tai. Dái tai không có sụn mà chứa một lượng máu lớn có khả năng làm ấm tai, giúp cân bằng nhiệt.